# Mai Đức Chung
Mai Đức Chung (* 21. Juni 1951 in Hanoi) ist ein ehemaliger vietnamesischer Fußballspieler und heutiger -trainer.

## Karriere

### Klub
Den Großteil seiner Karriere (von 1975 bis 1984), spielte er bei Tổng cục Đường sắt. Mit diesen gewann er die 1980 zudem auch noch die Meisterschaft.

### Nationalmannschaft
Von 1981 bis 1984 war er auch in der Nationalmannschaft aktiv und kam zu fünf Einsätzen. 

### Trainer
Er war im Jahr 1997 er der erste Trainer der vietnamesischen Frauennationalmannschaft. In diesem Jahr gewann seine Mannschaft dann auch gleich die Bronze-Medaille bei den Südostasienspielen 1997. Bei den Südostasienspielen 2003 und 2005 brachte er die Mannschaft dann sogar zur Goldmedaille, verließ die Mannschaft danach aber erst einmal.
Im Jahr 2007 war er dann als Co-Trainer im Stab von Alfred Riedl auch bei der Männernationalmannschaft aktiv. Nachdem dieser sich aber einer Nierentransplantation unterziehen musste, vertrat er ihn hier auch Interimsweise. Nachdem der nationale Verband Riedl nach der Niederlage gegen Myanmar im Halbfinale der Südostasienspiele 2007 entließ, sprang er als Trainer der U-23 für das Spiel um Bronze ein, wo seine Mannschaft aber auch mit 0:5 gegen Singapur unterging. Im Oktober 2008 war er dann noch Trainer einer U-22-Auswahl, welche den Merdeka Cup in diesem Jahr gewann.
Erstmals auf Klubebene war er dann ab 2009 bei Becamex Bình Dương tätig. Bereits in seinem ersten Jahr hier, erreichte er mit dem Klub das Halbfinale des AFC Cup 2009. In der Liga brachte er die Mannschaft am Ende der Spielzeit 2009 auf den zweiten Platz. Nach nur acht Spieltagen in der Saison 2010, entließ ihn die Klubführung aber, da der Klub nur auf dem vierten Platz stand. Kurz nach seiner Entlassung wurde er dann Trainer des Navibank Sài Gòn FC. So gelang ihm dann der Gewinn der Ausgabe 2011 des nationalen Pokals mit der Mannschaft.
Im Januar 2012 wurde er dann vom vietnamesischen Verband als U-19-Trainer eingestellt. Nach gut einem Jahre verließ er diese dann aber wieder und wurde vom FC Thanh Hóa als Cheftrainer eingestellt, wo er Triệu Quang Hà ersetzte. In dieser Zeit wurde ihm auch vorgeworfen einen Fan von Đồng Tâm Long An, nach einer 0:2-Niederlage seiner Mannschaft gegen diese, geschlagen zu haben. Kurz vor dem Ende der Saison 2014 verließ er den Klub dann auch wegen Unstimmigkeiten mit der Klubführung.
So kehrte er kurz zur Frauennationalmannschaft zurück, um mit dieser an den Asienspielen 2014 teilzunehmen, wo seine Mannschaft dann den vierten Platz erreichte. Im Jahr 2015 war er danach noch einmal als technischer Direktor von Becamex Bình und auch nochmal für die nationale U-22-Auswahl tätig. Ab dem Jahr 2016 war er dann jedoch nun langfristig bei der Frauenmannschaft tätig. Im Jahr 2017 kam kurzzeitig aber auch noch ein Job als Interimscoach der Männernationalmannschaft dazu. Hier ersetzte er den zurückgetretenen Nguyễn Hữu Thắng und begleitete die Mannschaft beim Hin- und Rückspiel gegen Kambodscha bei der Qualifikation für die Asienmeisterschaft 2019, welche auch beide gewonnen werden konnten. Danach wurde er von Park Hang-seo ersetzt und kehrte wieder zu den Frauen zurück.
Mit der Nationalmannschaft startete er dann auch eine lange Erfolgsserie und brachte die Mannschaft zu Gold bei den Südostasienspielen 2017, 2019, 2021 und 2023. Dazu kam noch der Gewinn der Südostasienmeisterschaft 2019. Nach den Playoffs der Asienmeisterschaft 2022 brachte er seine Mannschaft dann auch zu ihrer ersten Teilnahme an einer Weltmeisterschaft jemals. Ursprünglich gab er im Februar 2022 bekannt nach den kommenden Asienspielen als Trainer der Mannschaft zurücktreten zu wollen, weil er sich wegen seines Alters nicht mehr bereit genug fühle. Trotzdem blieb er weiter Trainer der Mannschaft und wurde somit bei der Weltmeisterschaft 2023 mit 71 Jahren der älteste Trainer bei einer WM, womit er sogar Otto Rehhagel übertraf der mit Griechenland an der Weltmeisterschaft der Männer im Jahr 2010 teilnahm und hier aber erst 70 Jahre alt war.